# Конрад фон Юнгинген
Конрад фон Юнгинген (на немски: Konrad von Jungingen) е двадесет и петият Велик магистър на рицарите от Тевтонския орден.